# Stictopisthus areolatus
Stictopisthus areolatus là một loài tò vò trong họ Ichneumonidae.